# Montpeirós (Avairon)
Montpeirós (en francès Montpeyroux) és un municipi del departament francès de l'Avairon, a la regió d'Occitània. Està situat a l'Aubrac.